# 카토스코피움 니그리툼
카토스코피움 니그리툼(Catoscopium nigritum)은 참이끼목에 속하는 이끼의 일종이다. 카토스코피움과(Catoscopiaceae)와 카토스코피움속(Catoscopium)의 유일종이다.